# Giovanni Minozzi

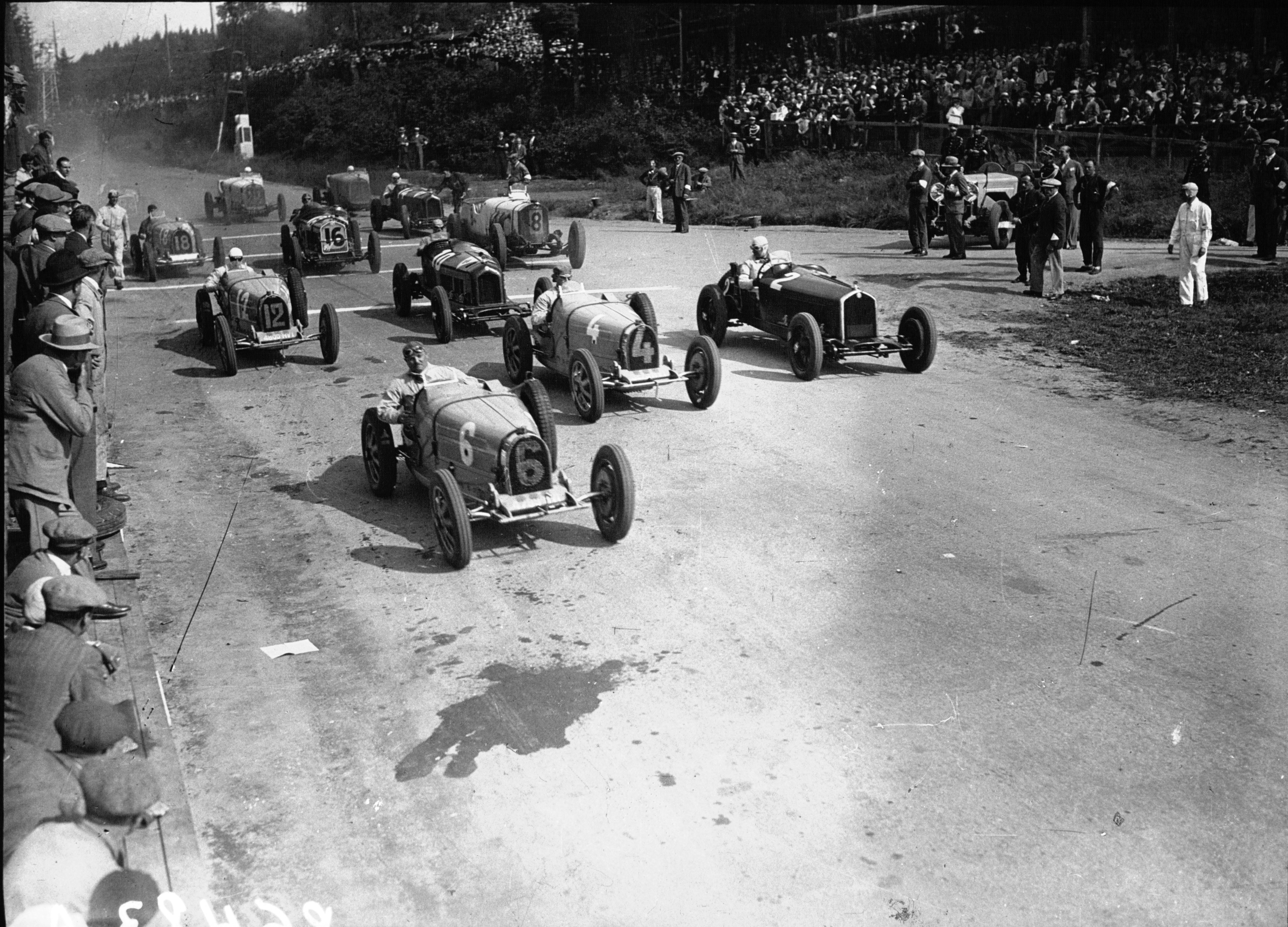
Start zum Großen Preis von Belgien 1931: der Alfa Romeo 8C 2300 von Minoia/Minozzi (Nr. 2) liegt an dritter Stelle

Giovanni Minozzi (bl. 1920er- und 1930er-Jahre) war ein italienischer Automobilrennfahrer.

## Karriere
Minozzi war Neffe des erfolgreichen Grand-Prix-Piloten Antonio Ascari und Cousin des Formel-1-Weltmeisters Alberto Ascari.
Giovanni Minozzi startete beim 1925 erstmals ausgetragenen Premio Reale di Roma einen Alfa Romeo RLS. Beim Großen Preis von Italien desselben Jahres auf dem Autodromo di Milano in Monza wurde er auf Alfa Romeo P2 zusammen mit Giuseppe Campari Zweiter hinter Gastone Brilli-Peri. Danach trat er vor allem bei Sportwagenrennen wie der Mille Miglia an.
In der Grand-Prix-Europameisterschaft der 1930er-Jahre war Minozzi vornehmlich als Copilot, Privatfahrer und beispielsweise für die Scuderia Siena von Eugenio Siena auf Alfa Romeo, Bugatti und Maserati aktiv. Beim Gran Premio di Monza 1930 wurde er auf seinem privat eingesetzten Bugatti Type 35 C Vierter hinter der Maserati-Armada um Achille Varzi, Luigi Arcangeli und Ernesto Maserati.
1931 belegte Minozzi als Beifahrer von Ferdinando Minoia beim Grand Prix von Belgien in Spa-Francorchamps den dritten Rang und als Copilot von Tazio Nuvolari beim Grand Prix des ACF in Montlhéry Platz elf.
Giovanni Minozzi war bis zum Zweiten Weltkrieg aktiv und konnte auf seinen privat eingesetzten Fahrzeugen noch einige Achtungserfolge erzielen. 1940 trat er bei der kriegsbedingt vorerst letzten Mille Miglia auf einem von Alberto Massimino konstruierten und von Enzo Ferrari gebauten Auto Avio Costruzioni 815 Spider Touring als Beifahrer von Cousin Alberto Ascari an. Die beiden schieden jedoch aus.

## Statistik

### Vorkriegs-Grands-Prix-Ergebnisse
| Saison | 1 | 2    | 3 | 4   | 5 | 6 | Punkte | Position |
| ------ | - | ---- | - | --- | - | - | ------ | -------- |
| 1931   |   |      |   |     |   |   | — 1    | — 1      |
| 1931   |   | 11 2 | 3 |     |   |   | — 1    | — 1      |
| 1934   |   |      |   |     |   |   | —      | —        |
| 1934   |   | DNF  |   |     |   |   | —      | —        |
| 1937   |   |      |   |     |   |   | 36     | 20.      |
| 1937   |   | DNF  |   | DNF |   |   | 36     | 20.      |
| 1938   |   |      |   |     |   |   | 30     | 26.      |
| 1938   |   | DNF  |   |     |   |   | 30     | 26.      |

| Legende  | Legende                                                                   | Legende                                                                   | Legende   |
| Farbe    | Bedeutung                                                                 | Bedeutung                                                                 | EM-Punkte |
| -------- | ------------------------------------------------------------------------- | ------------------------------------------------------------------------- | --------- |
| Gold     | Sieg                                                                      | Sieg                                                                      | 1         |
| Silber   | 2. Platz                                                                  | 2. Platz                                                                  | 2         |
| Bronze   | 3. Platz                                                                  | 3. Platz                                                                  | 3         |
| Grün     | Klassifiziert, mehr als 75% der Renndistanz zurückgelegt                  | Klassifiziert, mehr als 75% der Renndistanz zurückgelegt                  | 4         |
| Blau     | nicht punkteberechtigt, zwischen 50% und 75% der Renndistanz zurückgelegt | nicht punkteberechtigt, zwischen 50% und 75% der Renndistanz zurückgelegt | 5         |
| Violett  | nicht punkteberechtigt, zwischen 25% und 50% der Renndistanz zurückgelegt | nicht punkteberechtigt, zwischen 25% und 50% der Renndistanz zurückgelegt | 6         |
| Rot      | nicht punkteberechtigt, weniger als 25% der Renndistanz zurückgelegt      | nicht punkteberechtigt, weniger als 25% der Renndistanz zurückgelegt      | 7         |
| Farbe    | Abkürzung                                                                 | Bedeutung                                                                 | EM-Punkte |
| Schwarz  | DSQ                                                                       | disqualifiziert (disqualified)                                            | 8         |
| Weiß     | DNS                                                                       | nicht gestartet (did not start)                                           | 8         |
| Weiß     | DNA                                                                       | nicht erschienen (did not arrive)                                         | 8         |
| sonstige | P/fett                                                                    | Pole-Position                                                             | 8         |
| sonstige | SR/kursiv                                                                 | Schnellste Rennrunde                                                      | 8         |
| sonstige | DNF                                                                       | Rennen nicht beendet (did not finish)                                     | 8         |